# Carollia perspicillata
Carollia perspicillata је врста слепог миша из породице Phyllostomidae.

## Распрострањење
Ареал врсте Carollia perspicillata обухвата већи број држава.
Врста има станиште у Бразилу, Мексику, Перуу, Боливији, Еквадору, Парагвају, Тринидаду и Тобагу, Колумбији, Панами, Никарагви, Костарики, Гватемали, Хондурасу, Салвадору, Белизеу, Светом Китсу и Невису, Гвајани, Суринаму и Француској Гвајани.
Присуство је непотврђено у Антигви и Барбуди, Доминици, Гваделупу и Девичанским острвима.

## Угроженост
Ова врста је наведена као последња брига, јер има широко распрострањење и честа је врста.